# رشاد أندرسون
رشاد أندرسون (بالإنجليزية: Rashad Anderson)‏ مواليد 9 نوفمبر 1983 في ليكلاند، هو لاعب كرة سلة أمريكي. بدأ مسيرته الاحترافية في سنة 2006. يبلغ طوله 6 قدم 5 بوصة (2.0 م). لعب كرة السلة الجامعية في جامعة كونيتيكت.

## المسيرة الاحترافية
لعب مع دون بوسكو ليفورنو في الدوري الإيطالي في موسم 2007–2008، ثم لعب مع أماتوري أوديني في موسم 2008–2009، ثم لعب مع جويرينو فانولي باسكت في الدوري الإيطالي في سنة 2010.

## روابط خارجية
- رشاد أندرسون على موقع كرة السلة الأوروبية.كوم (الإنجليزية)
- رشاد أندرسون على موقع كلية كرة السلة في سبورتس رفرنس.كوم (الإنجليزية)
- رشاد أندرسون على موقع ريلجم (الإنجليزية)
- رشاد أندرسون على موقع بروبوليرز (الإنجليزية)
- رشاد أندرسون على موقع سبورتس رفرنس (الإنجليزية)
- رشاد أندرسون على موقع سبورتس رفرنس (الإنجليزية)